# Monstra Festival
O Monstra Festival ou Monstra - Festival de Animação de Lisboa é um festival de cinema de animação fundado em 2000. Todos os anos o festival é realizado em Lisboa, com extensões noutras cidades de Portugal e em vários outros países, como o Brasil, Espanha, Argentina, França, Hungria, Alemanha, Áustria, Itália e China.

## Galardões realizados pelo festival
- Melhor Longa-metragem – Grande Prémio RTP
- Prémio Especial do Júri
- Melhor Filme para a Infância e Juventude
- Melhor Curta-metragem – Grande Prémio RTP
- Melhor Filme Experimental
- Prémio Especial do Júri
- Melhor Curtíssima Portuguesa – Prémio Fnac
- Melhor Curtíssima Internacional
- Melhor Filme Português
- Melhor Filme Internacional
- Melhor Filme
- Amendoim de Ouro